# Riotorto (Piombino)
Riotorto è una frazione del comune italiano di Piombino, nella provincia di Livorno, in Toscana.

## Geografia fisica
La frazione è situata nella Maremma livornese a sud di Venturina Terme e a nord di Follonica lungo la via Aurelia: Riotorto è l'ultimo centro abitato della provincia di Livorno prima del confine con la provincia di Grosseto. Il paese si trova a 52 m d'altitudine tra i boschi di Montioni ed il mar Tirreno, da cui dista 4 km.

## Storia
Il toponimo Riotorto, un tempo Ritorto, allude ai numerosi meandri del corso d'acqua anticamente chiamato Fosso di Ritorto di Montioni.
Il primo insediamento a Riotorto è stato il castello medievale, distrutto nel 1360 dai piombinesi, i cui resti sono ricoperti dalla vegetazione. Si possono comunque individuare la cinta muraria, il tracciato del fossato difensivo e i resti della chiesa di San Giovanni.
In passato area paludosa e scarsamente abitata, fu bonificata nel XIX secolo così da permettere la realizzazione di tenute agricole, dove si producono vite e olivo.

## Monumenti e luoghi d'interesse
Nel centro di Riotorto si trova la chiesa di Sant'Antonio Abate, che ha ereditato le funzioni della precedente chiesa situata a Riotorto Vecchio e intitolata a Santa Maria, la cui parrocchia è stata istituita nel 1829.
Vi è inoltre uno scavo archeologico, dove riaffiorano mura di villa romana.
Lungo il tratto costiero è presente la Torre Mozza, costruita nel XVI secolo dai signori di Piombino, gli Appiani, come torre difensiva per sorvegliare l'arrivo dei minerali dall'isola d'Elba. Successivamente sarà realizzato anche un attracco per sbarcare la lignite. È oggi una località turistica, dove sono presenti diverse spiagge sabbiose.

## Geografia antropica
La frazione comprende, oltre al centro abitato di Riotorto, Riotorto Vecchio e Vignale. Questo ultimo centro fu particolarmente rilevante in passato, borgo sede di una tenuta con castellare e comune medievale.

## Economia
Riotorto è nota soprattutto per il fatto che ospita la sede di Unicoop Etruria, una delle più antiche cooperative di consumatori in Italia che oggi è una delle maggiori.
Un'altra risorsa importante è il turismo, praticato sul tratto costiero.

## Infrastrutture e trasporti
Riotorto è servita dalla strada statale 1 via Aurelia (al chilometro 237) e anche dalla ferrovia Tirrenica, con una propria stazione ferroviaria (stazione di Vignale-Riotorto), in località Vignale.

## Galleria d'immagini

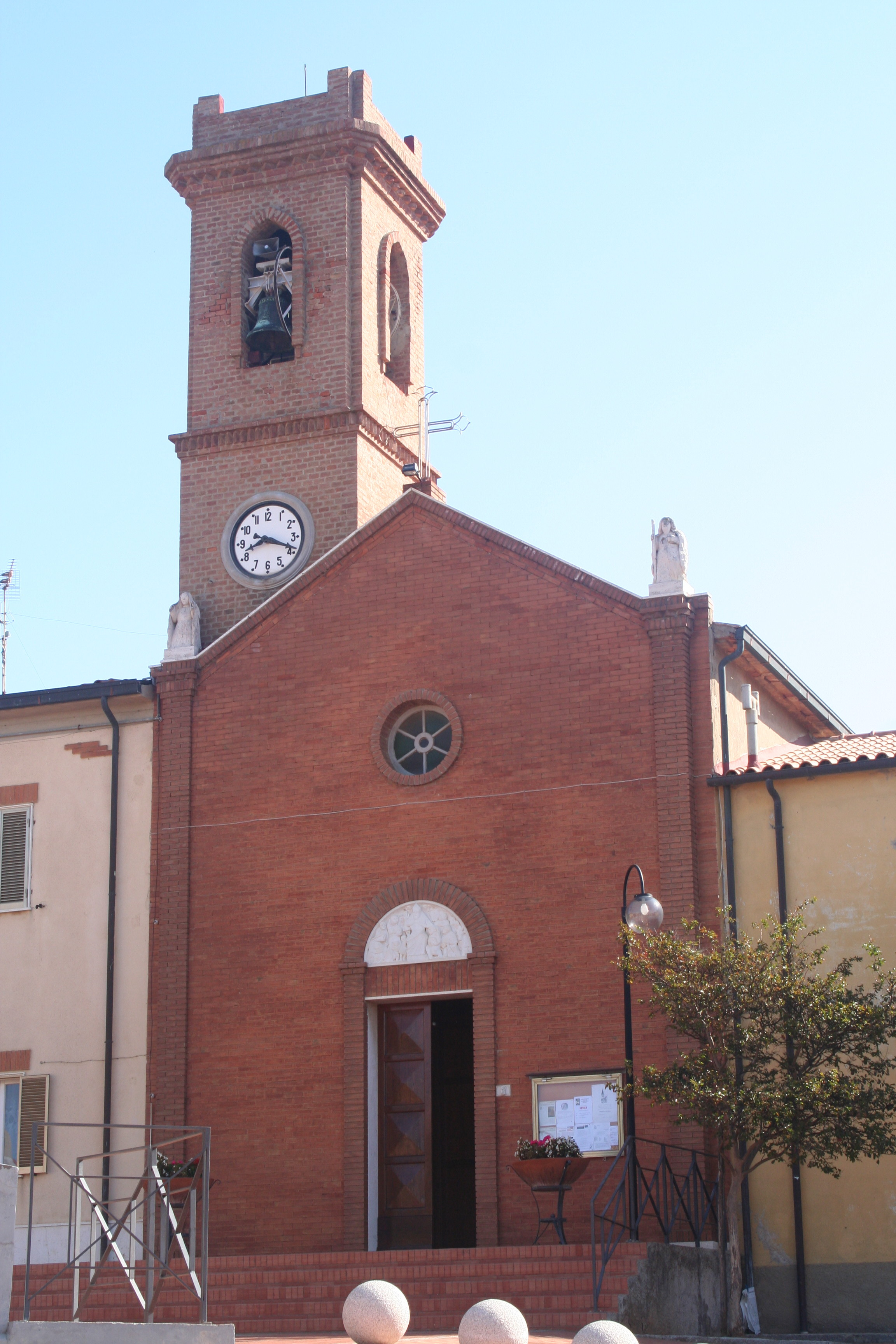
La chiesa di Sant'Antonio Abate
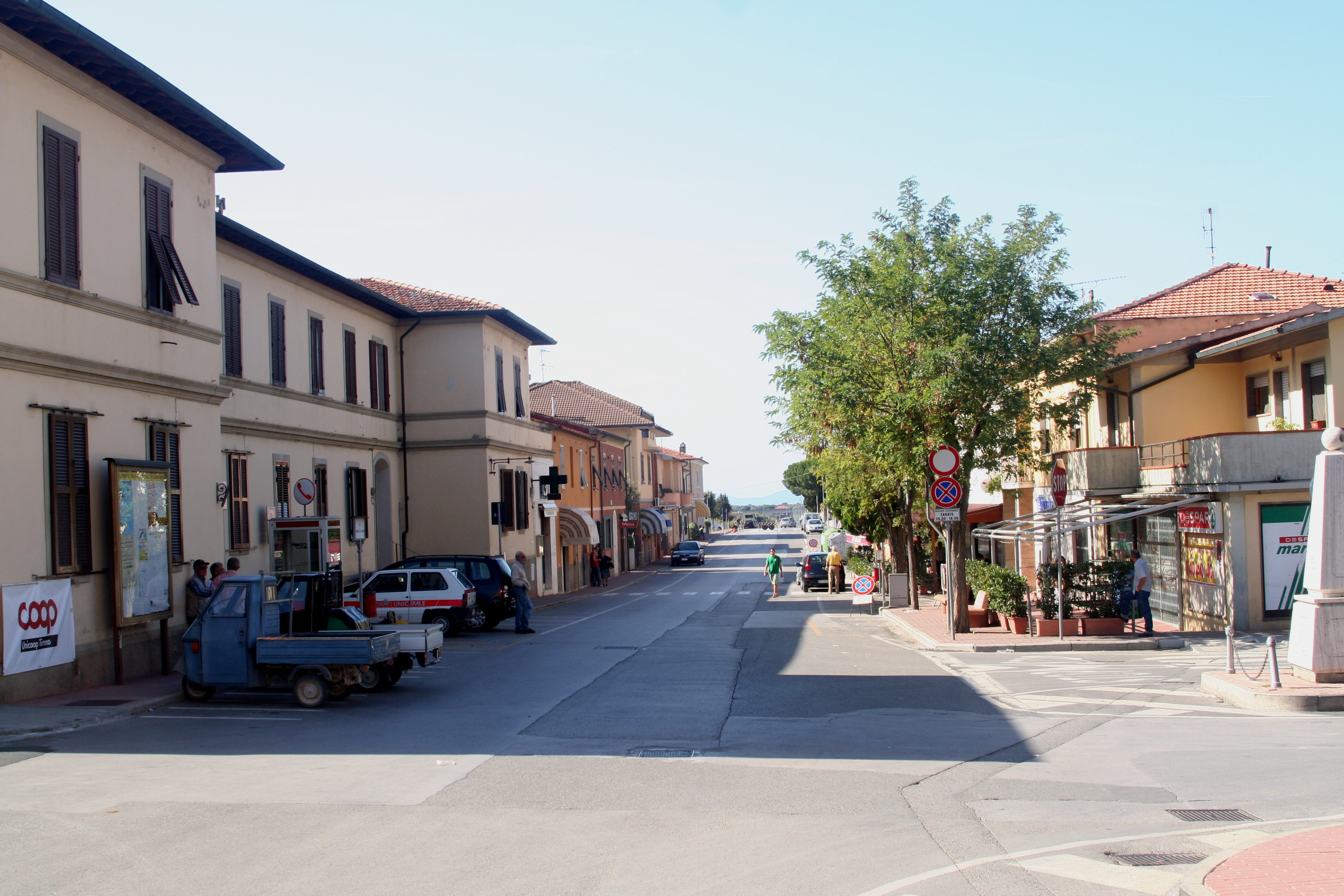
L'ingresso del paese